# Sibiřská kočka
Sibiřská kočka patří mezi středně velká, polodlouhosrstá plemena kočky domácí.

## Historie
Sibiřské kočky pocházejí z Ruska a Ukrajiny. Vznikly křížením koček domácích a koček dovezených z Blízké a Východní Asie. Nejdříve byly označovány jako ruské dlouhosrsté, jejich nynější jméno bylo celosvětovou federací chovatelů koček (FIFe) uznáno až v roce 1992.

## Charakter
Plemeno se vyvinulo v drsných přírodních podmínkách a je velmi otužilé. Je to klidné, přítulné plemeno s příjemnou povahou. Jsou mazlivé, hravé a dobře se snáší s kočkami i jinými zvířaty. Toto plemeno se na rozdíl od ostatních koček velmi fixuje na své lidské pány. Svou rodinu bezpodmínečně miluje. Jsou nenáročné na údržbu srsti. Je to hrdé, důstojné a přírodně krásné plemeno a pro jejich odolnost k nemocem velmi oblíbené. Díky svému divokému původu je vynalézavá a poměrně samostatná. Na rozdíl od ostatních koček se nebojí vody, dokonce ji vyhledávají.

## Vzhled a stavba těla

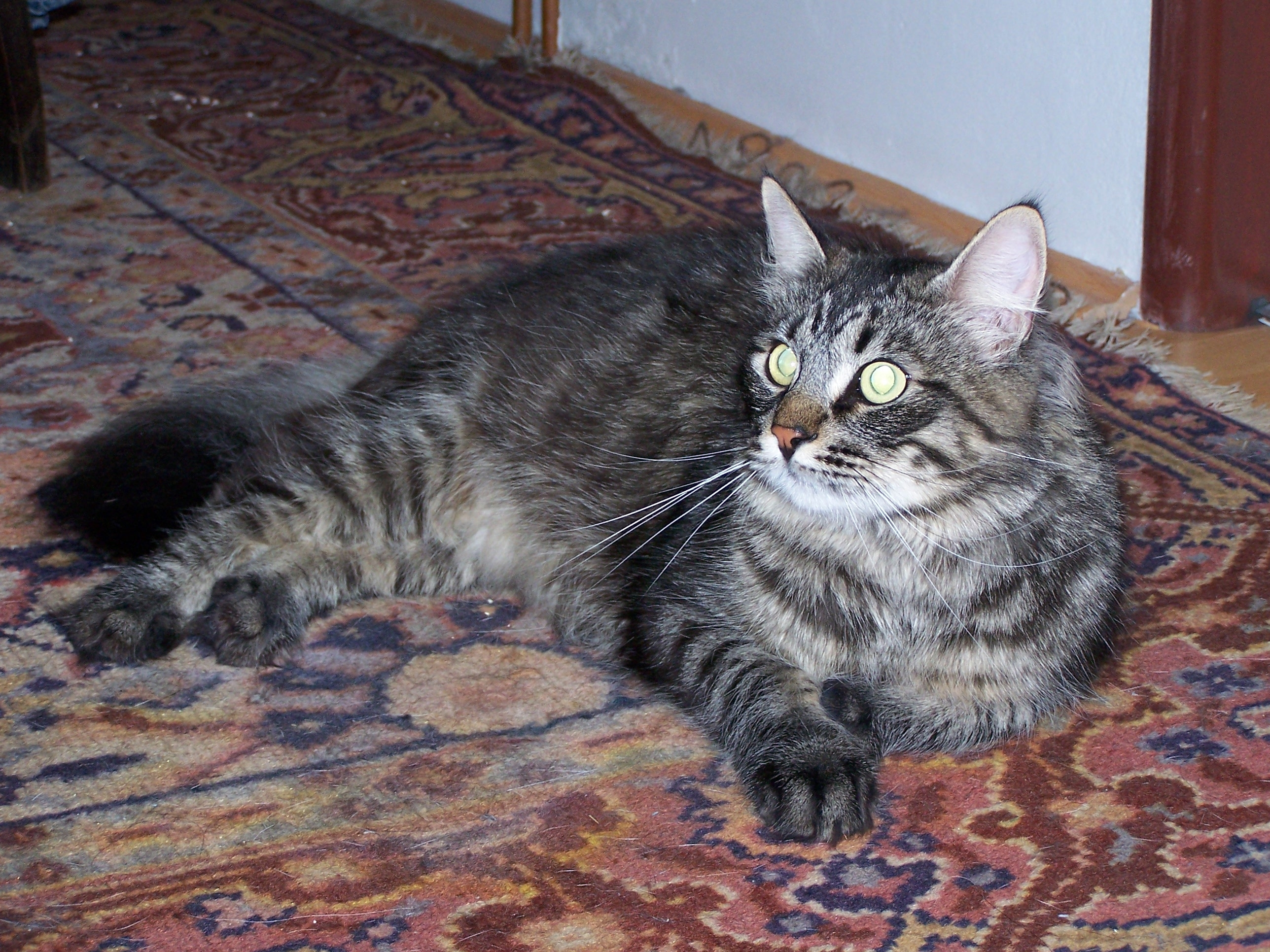
Sibiřský kocour

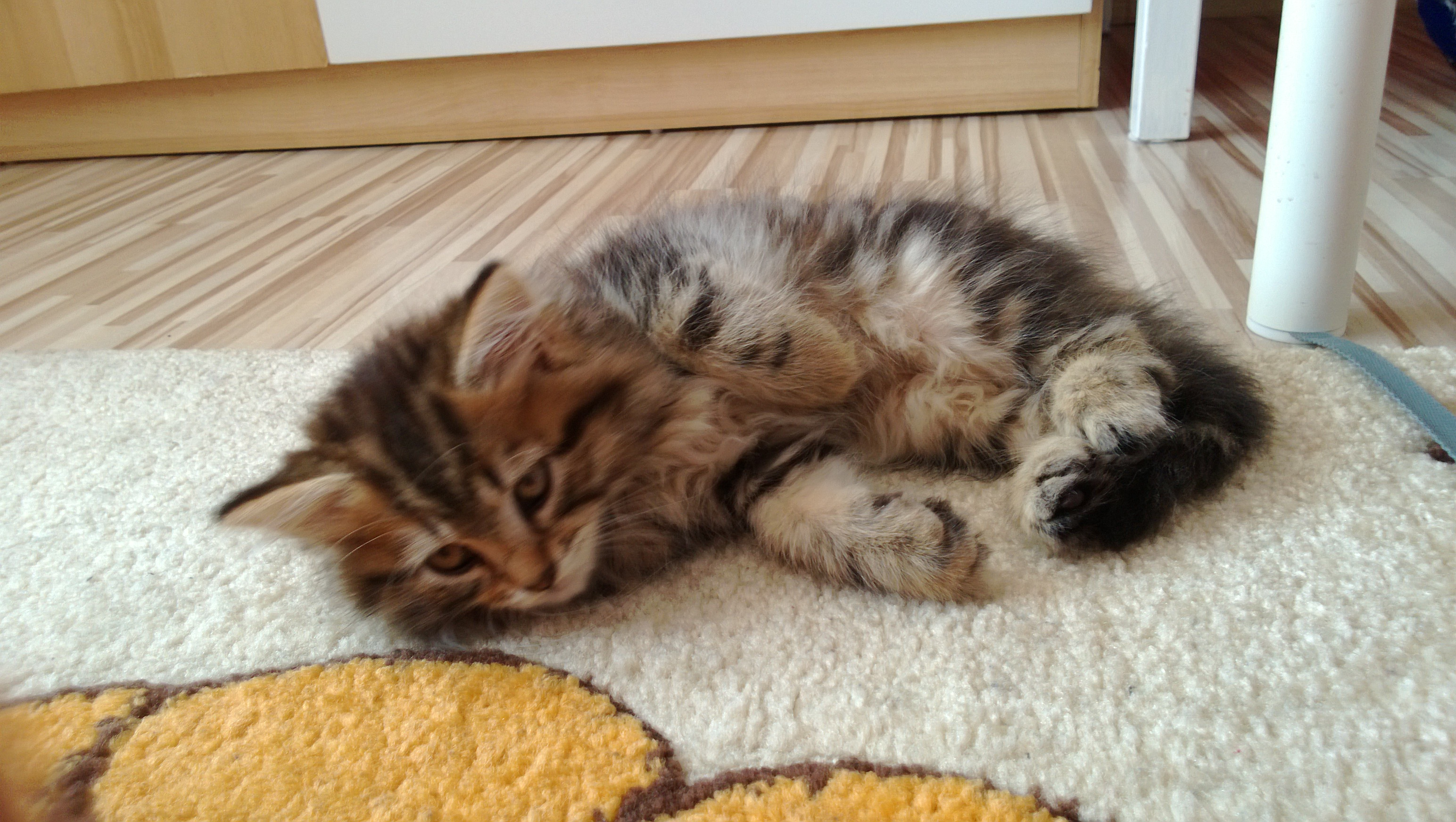
Sibiřská kočka (7 týdnů)

Kočky jsou drobnější a váží 4–6 kg, kocouři jsou větší a robustnější, váží 6–10 kg. Tělo je svalnaté, přízemní a zaoblené.
- Hlava

Je výrazná, mírně prodloužená. Uši středně velké, u základu široké. Zaoblený čumák, který je stejně široký od kořene ke špičce. Mírně zaoblená brada, vousy mohutné a dlouhé. Oči jsou velké, mírně zešikmělé a oválné, obvykle zelené barvy.
- Končetiny

Jsou středně dlouhé a pevné, harmonické k tělu. Tlapky jsou mohutné, kulaté, mezi prsty dobře osrstěné.
- Ocas

Silný, dlouhý, bohatě osrstěný a měl by dosahovat až k šíji.
- Srst

Srst odpuzuje vodu, je hlavním znakem a předností tohoto plemene. Je bohatá a přiléhavá a díky krycím chlupům neplstnatí. Podsada je mastná a hustá. Dobře se udržuje.
Letní srst je kratší. Zimní je mnohem delší a hustší, s mohutným límcem, náprsenkou a kalhotkami. Podle zbarvení se zařazuje Sibiřská kočka do stejných posuzovacích skupin jako Mainská mývalí, Norská lesní a Turecká angora. Nejrozšířenější barevné varianty jsou s kresbou (tygrovaná, tečkovaná a mramorovaná). Vyskytují se ale i kočky jednobarevné, s modrým ředěním, stříbřité nebo kouřové, zlaté, želvovinové a červené, včetně všech variet s bílou skvrnitostí. Varianty s kresbou mají pigmentová víčka a orámování cihlového nosu. Siamské zbarvení (zbarvení s odznaky) se nazývá Něvská maškaráda a od 1. ledna 2009 jej FIFe úznává jako sesterské plemeno sibiřské kočky.

## Základní péče
Sibiřská kočka nepotřebuje žádnou náročnou péči o srst. Má samočisticí schopnost, takže by se vůbec neměla koupat, aby se její srst nepoškodila. Stačí je česat asi jednou týdně. Výhodou silné vrstvy pesíků je, že srst neplstnatí.
Srsti sibiřské kočky prospívá vyvážená strava s přídavkem mořských řas. Čas od času je možné do stravy přidat biotin (člen skupiny B-vitaminů na syntézu mastných kyselin). Tyto kočky je možné chovat i v panelovém domě, ale kvůli pěkné srsti by teplota neměla být příliš vysoká.